# Orlando Julius Ekemode
Orlando Julius (Ikole, Colonia de Nigeria, 22 de septiembre de 1943 - Lagos, Nigeria, 14 de abril de 2022) fue un saxofonista, cantante, director de orquesta y compositor nigeriano crucial para la invención, desarrollo y popularización del Afro-Pop 

## Biografía
Sus primeros escarceos con la música fueron estudiando y tocando percusión y flauta en la escuela, pero encontró su verdadero amor con los sonidos del saxofón alto. Con tan solo 19 años ya estaba involucrado profesionalmente en la música como líder de su propia banda y como colaborador de la popular Eddy Okunta's Band en Lagos.
En los 60s fusionó sonidos tradicionales africanos con el pop, soul y R&B norteamericano. A la vez que actuaba y grababa en su Nigeria natal, pasó muchos años en los Estados Unidos colaborando con artistas como Lamont Dozier, The Crusaders, and Hugh Masekela. Su álbum de 1966, Super Afro Soul, le convirtió en una celebridad nacional en Nigeria, e incluso llegó a influir musicalmente en los Estados Unidos. Este, contiene interpretaciones drmaáticas, altamente melódicas, de soul, pop & funk que estaban muy adelantadas a su tiempo, y algunos aseguran que Super Afro Soul ayudó a dar forma al movimiento funk que aconteció en los Estados Unidos en los siguientes años.
Después de Super Afro Soul, publicó una larga lista de grabaciones exclusivamente en Nigeria, lo que le proporcionó una gran cantidad de fama localmente. Paso en gran medida inadvertido por la comunidad internacional hasta el año 2000, cuando Super Afro Soul fue reeditada por el sello Strut y distribuida mundialmente alcanzando el reconocimiento de la crítica. En 2011, su álbum de 1972 Orlando Julius and the Afro Sounders fue reeditado por Voodoo Funk, y el artista vio incrementado el número de conciertos en Nigeria y en el extranjero. A comienzos de 2014, el grupo The Heliocentrics, lo llevó a sus estudios totalmente analógicos en el norte de Londres, donde la acompañaron en una serie de grabaciones que incluyeron temas antiguos así como nuevas composiciones. El disco se llamó Jaiyede Afro y se publicó en septiembre de 2014.

## Discografía
- 1966 - Super Afro Soul (10", Álbum) - Polydor - PLP 003
- 1972 - Orlando Ideas (LP) - Philips-West African-Records - 6361 016 (PL)
- 1973 - Orlando Julius And The Afro Sounders (LP) - Philips-West African-Records - 6361 044
- 1978 - Love Peace & Happiness (LP, Álbum) - Jungle Records - SELP 02
- 1979 - Disco Hi-Life (LP) - Jofabro - JILP1004
- 1984 - Dance Afro-Beat (LP, Álbum) - Afro-Beat Records - AB001
- 2014 - Orlando Julius With Heliocentrics, The - Jaiyede Afro (2xLP) - Strut - Strut112LP